# Notopisenus boleti
Notopisenus boleti is een keversoort uit de familie winterkevers (Tetratomidae). De wetenschappelijke naam van de soort werd in 1992 gepubliceerd door Nikolay Borisovich Nikitskiy & Lawrence.